# Eurema
Eurema is een geslacht van vlinders in de familie van de witjes (Pieridae).
De naam Eurema werd in 1819 geïntroduceerd door Hübner.

## Synoniemen
- Abaeis Hübner, 1819
- Terias Swainson, 1821
- Xanthidia Boisduval & Le Conte, 1829
- Lucidia Lacordaire, 1833
- Heurema Agassiz, 1847
- Pyrisitia Butler, 1870
- Sphaenogona Butler, 1870
- Maiva Grose-Smith & Kirby, 1893
- Kibreeta Moore, 1906
- Nirmula Moore, 1906
- Teriocolias Röber, 1909

## Soorten
- Eurema ada (Distant & Pryer, 1887)
- Eurema adamsi (Lathy, 1898)
- Eurema agave (Cramer, 1775)
- Eurema albula (Cramer, 1775)
- Eurema alitha (C & R Felder, 1862)
- Eurema amelia (Poey, 1852)
- Eurema andersonii (Moore, 1886)
- Eurema andina
- Eurema angulata
- Eurema arbela Geyer, 1832
- Eurema atinas
- Eurema beatrix (Toxopeus, 1939)
- Eurema blanda (Boisduval, 1836)
- Eurema boisduvaliana
- Eurema brigitta (Stoll, 1780)
- Eurema candida (Stoll, 1780)
- Eurema celebensis (Wallace, 1867)
- Eurema chamberlaini
- Eurema chrysopterus
- Eurema daira (Godart, 1819)
- Eurema deflorata
- Eurema desjardinsii (Boisduval, 1833)
- Eurema deva (Doubleday, 1847)
- Eurema dina
- Eurema doris (Röber, 1909)
- Eurema ecuadora
- Eurema elathea (Cramer, 1777)
- Eurema esakii
- Eurema euterpiformis
- Eurema fabiola (C & R Felder, 1861)
- Eurema floricola (Boisduval, 1833)
- Eurema frieda
- Eurema furtadoi
- Eurema fuscolimbatus
- Eurema gracilior
- Eurema gratiosa
- Eurema gundlachia
- Eurema halmaherana Shirôzu & Yata, 1981
- Eurema hapale (Mabille, 1882)
- Eurema hecabe (Linnaeus, 1758)
- Eurema herla (MacLeay, 1826)
- Eurema hiurai Shirôzu & Yata, 1977
- Eurema irena Corbet & Pendlebury, 1932
- Eurema joannisi
- Eurema lacteola (Distant, 1886)
- Eurema laeta (Boisduval, 1836)
- Eurema leucina
- Eurema lirina (Bates, 1861)
- Eurema lisa
- Eurema lombokiana (Fruhstorfer, 1897)
- Eurema lucina (Poey, 1852)
- Eurema mandarinula (Holland, 1892)
- Eurema mentawiensis Corbet, 1941
- Eurema messalina
- Eurema mexicana (Boisduval, 1836)
- Eurema montivaga
- Eurema nicevillei (Butler, 1898)
- Eurema nicippifrons
- Eurema nigrocincta Dognin, 1889
- Eurema nilgiriensis Yata, 1989
- Eurema nise
- Eurema novapallida Yata, 1992
- Eurema ormistoni (Watkins, 1925)
- Eurema pallida
- Eurema palmira
- Eurema paulina (Bates, 1861)
- Eurema phiale (Cramer, 1775)
- Eurema plagiata
- Eurema plataea
- Eurema porteri
- Eurema portoricensis
- Eurema priddyi
- Eurema pseudomorpha
- Eurema puella (Boisduval, 1832)
- Eurema pyro
- Eurema raymundoi (d'Almeida, 1928)
- Eurema reticulata (Butler, 1871)
- Eurema riojana
- Eurema salome (C & R Felder, 1861)
- Eurema sanjuanensis
- Eurema sari (Horsfield, 1829)
- Eurema sarilata (Semper, 1891)
- Eurema senegalensis (Boisduval, 1836)
- Eurema simulatrix (Semper, 1891)
- Eurema smilax (Donovan, 1805)
- Eurema tilaha (Horsfield, 1829)
- Eurema timorensis Shirôzu & Yata, 1977
- Eurema tominia (van Vollenhoven, 1865)
- Eurema tondana (C & R Felder, 1865)
- Eurema toradja
- Eurema trujilensis
- Eurema tupuntenem Lichy, 1976
- Eurema upembana (Berger, 1981)
- Eurema venusta
- Eurema xanthochlora
- Eurema xantochlora (Kollar, 1850)
- Eurema xystra
- Eurema zelia